# بروندیج
بروندیج شهری است در ایالت آلاباما در کشور آمریکا.

## مکان
بروندیج در موقعیت () قرار دارد.
با توجه به اطلاعات اداره آمار آمریکا مساحت آن در حدود ۲۵٫۲ کیلومترمربع است.

## مردم‌شناسی
با توجه به آمار سال ۲۰۰۰ جمعیت آن ۲۳۴۱ نفر، ۱۰۱۴ خانواده در آن ساکن هستند.
تعداد ۱۱۹۲ واحد خانه در هر مساحت تقریبی (۴۷،۴akm²) قرار دارد.
۲۲،۷% درصد از خانواده‌های فرزند زیر ۱۸ سال داشتند که از این تعداد ۳۶،۷% درصد زوج بوده و ۲۴،۱% درصد زنان بدون شوهر و ۳۵،۷% درصد نیز غیر خانواده بودند.
متوسط درآمد یک خانواده در حدود ۱۹.۵۳۱ دلار آمریکا است و زنان درآمد متوسط ۲۵،۷۲۰ دلار آمریکا و مردان درآمد متوسط ۱۶،۳۵۸ دلار آمریکا بدست می‌آورند.

## نگارخانه

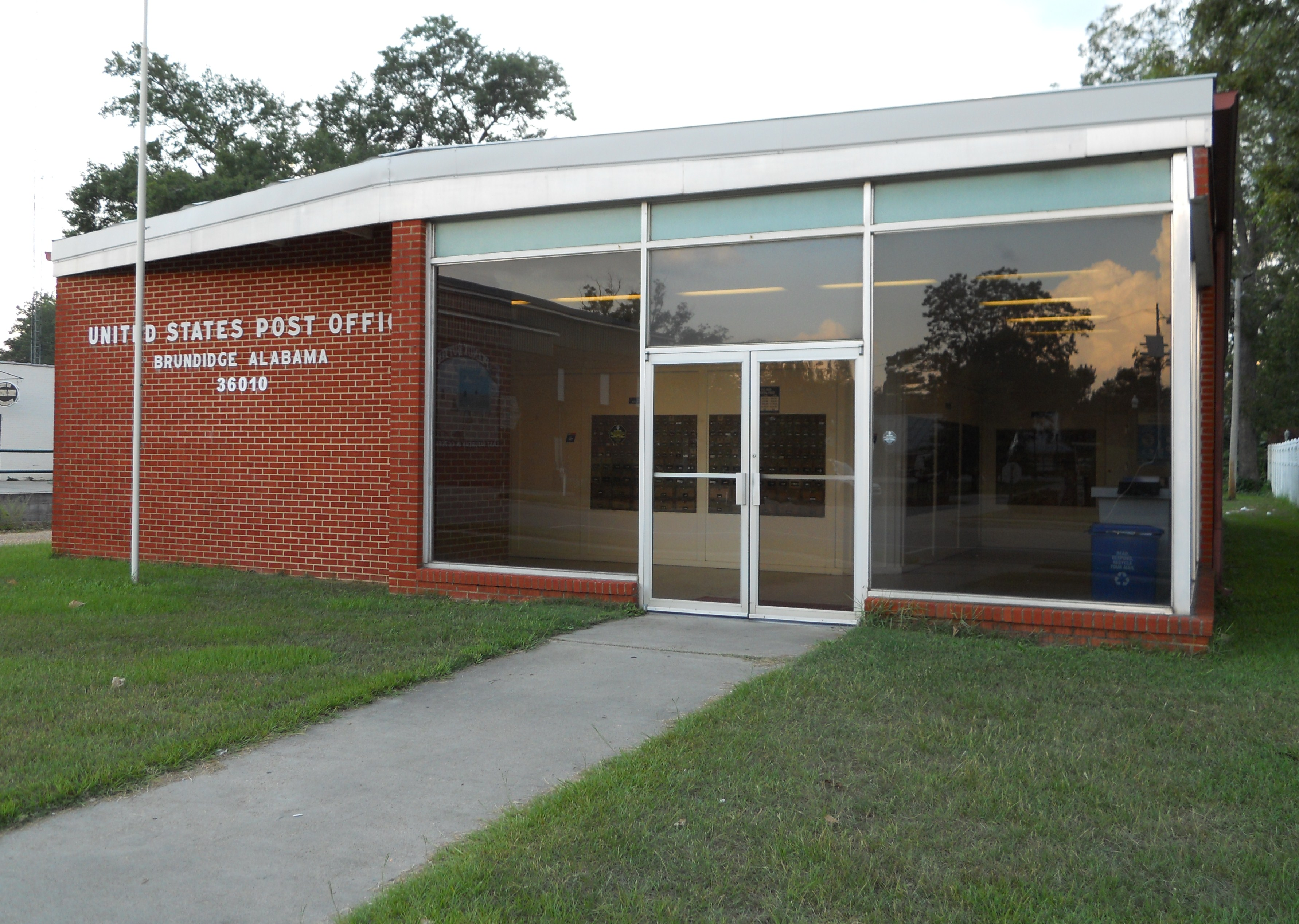
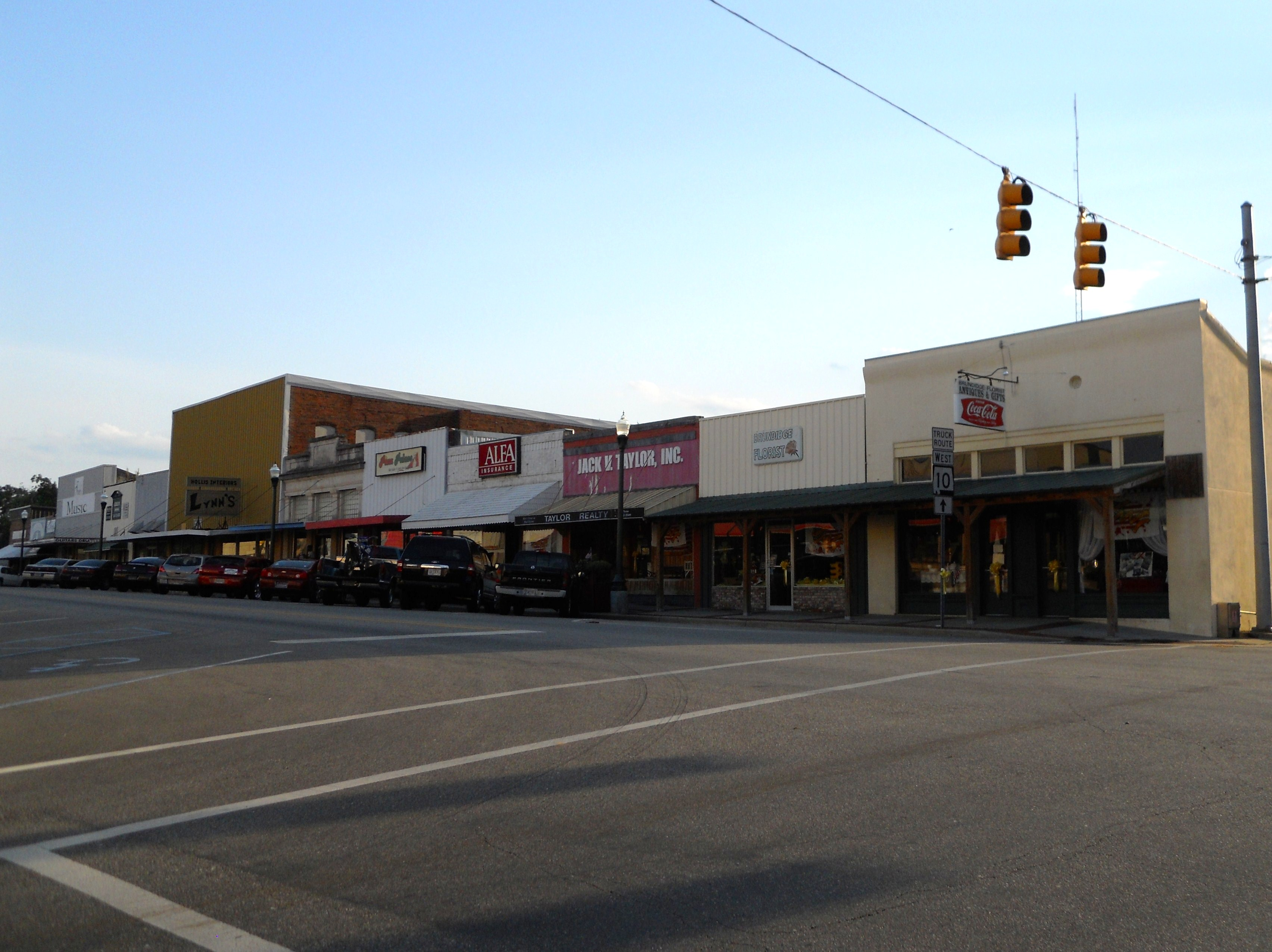